# Taygete Cone
Taygete Cone är en kulle i Antarktis. Den ligger i Östantarktis. Nya Zeeland gör anspråk på området. Toppen på Taygete Cone är 2 695 meter över havet.
Terrängen runt Taygete Cone är varierad. Trakten är obefolkad. Det finns inga samhällen i närheten.